# Wenigzell
Wenigzell è un comune austriaco 1 432 abitanti nel distretto di Hartberg-Fürstenfeld, in Stiria.